# Protoventuria tetraspora
Protoventuria tetraspora är en svampart som beskrevs av B. Erikss. 1974. Protoventuria tetraspora ingår i släktet Protoventuria och familjen Venturiaceae.  Arten är reproducerande i Sverige. Inga underarter finns listade i Catalogue of Life.